# Swoboda (Głowno)
Swoboda – od 1925 część miasta Głowna obejmująca swym zasięgiem tereny wokół ulicy Swoboda w centralnej części miasta.

## Historia

### Przedmieście Swoboda
Swoboda to dawne przedmieście Głowna, od 1870 roku należące do gminy Bratoszewice (powiat brzeziński, gubernia piotrkowska) w związku z utratą praw miejskich przez Głowno. Podczas I wojny światowej władze zaborcze przywróciły Głownu utracony w 1870 roku samorząd miejski, lecz po przejściu pod zwierzchnictwo polskie miejscowość nie została zaliczona do miast. Utworzona w ten sposób gmina Głowno stanowiła odtąd jednostkę o nieuregulowanym statusie, choć zaliczana była do gmin wiejskich. 14 stycznia 1925 na miasto Głowno i przedmieście Swoboda rozciągnięto dekretu z dnia 4 lutego 1919 r. o samorządzie miejskim, zaliczając w ten sposób Głowno do rzędu miast, a przez co Swoboda stała się integralną częścią Głowna.

### Parcele Swoboda
Swoboda to także nazwa parceli gruntów folwarku Osiny, od 1867 roku należące do gminy Dmosin. W okresie międzywojennym obszar ten przynależał do powiatu brzezińskiego w woj. łódzkim. W 1921 roku liczba mieszkańców folwarku Osiny wynosiła 32. 16 września 1933 utworzono gromadę Osiny w granicach gminy Dmosin, składającą się ze wsi Huta Józefów oraz wsi, kolonii i folwarku Osiny. 10 lipca 1934 parcele o nazwie Swoboda (na północ od współczesnej ulicy Sosnowej) włączono do Głowna.